# Gestión (diario)
Gestión es un periódico peruano, fundado el 25 de septiembre de 1990, enfocado en la cobertura de medios de economía, negocios y finanzas, pertenece al Grupo El Comercio.

## Historia
En el mercado periodístico peruano los diarios brindaban información general o eran de corte deportivo (básicamente futbolísticos, la gran pasión de los peruanos). Esto cambió el 25 de septiembre de 1990, cuando apareció Gestión como el primer diario de economía y negocios.
Manuel Romero Caro, ministro de Industria del primer gobierno de Alan García, había ingresado al mundo periodístico dos años antes con una revista económica también de nombre Gestión. Según refirió, el cambio de modelo económico permitió que llevara adelante el proyecto.
Fue una apuesta arriesgada pero exitosa. Gestión se convirtió en el diario de economía de referencia y permitió a Romero Caro adquirir Cadena Peruana de Noticias (CPN), una emisora radial informativa que intentaba competir sin éxito con RPP.
En agosto de 1992 Julio Lira Segura es convocado por el fundador del diario Gestión para encabezar un suplemento que finalmente no pudo concretarse, Lira continuó trabajando con Romero y pasó por distintos cargos, desde analista, hasta editor de economía, pasando por editor general, hasta asumir ya en el 2007 la dirección periodística del diario.
Gestión desde sus inicios se publicaba de lunes a viernes, aunque por algunos meses tuvo una edición sabatina y dominical. 
En 2007, Manuel Romero Caro decide vender el periódico a Grupo El Comercio que asumió el control de la publicación en marzo de ese año. El empresario, meses después, también vendió CPN a Augusto Bertl, empresario del sector minero.
En 2011 su versión digital comienza a crear contenido propio. A inicios del siglo XXI lanzó su app.
El 10 de junio del 2022, diario Gestión desde su página web informó del fallecimiento de su director periodístico Julio Lira Segura quien dirigió el diario durante 30 años y fue director periodístico desde el 2007 hasta su muerte.

## Directores
- Julio Lira Segura (1992-2022)
- Raúl Castro Pereyra (Julio 2022)
- David Reyes Zamora (2022 - 2023)
- Omar Mariluz Laguna (2023 - presente)

## Secciones
- Portada
- Mundo
- Tu Dinero
- Economía
- Perú
- Tecnología